# Loch Langavat
Loch Langavat ist ein Süßwassersee auf der schottischen Hebrideninsel Lewis and Harris. Der See liegt etwa auf halber Strecke zwischen den Meeresarmen Loch Resort und Loch Erisort.
Die Grenze zwischen Lewis und Harris, den Teilen der Doppelinsel Lewis and Harris, verläuft durch den See. Historisch lag er daher in den traditionellen Grafschaften Ross-shire (Lewis) und Inverness-shire (Harris). Heute liegt er vollständig in der Council Area Äußere Hebriden. Im äußerst dünnbesiedelten Inselinneren gelegen, sind die Ufer Loch Langavats nicht besiedelt. Die Inselhauptstadt Stornoway liegt etwa 25 Kilometer nordöstlich.
Die Bezeichnung Langavat leitet sich aus den altnordischen Wörtern lang und vatn ab und bedeutet „Langer See“. Sie entstammt der Zeit der Wikingerbesiedlung der Hebriden.

## Beschreibung
Der langgezogene, schmale See liegt auf einer Höhe von 37 Metern über dem Meeresspiegel. Er stellt sich mit einer zergliederten Struktur im moorigen Inselinnern Lewis’ dar. Loch Langavat besitzt eine Länge von etwas mehr als zwölf Kilometern bei einer maximalen Breite von etwa 1,8 Kilometern. Seine Zergliederung spiegelt sich in seinem verhältnismäßig hohen Uferumfang von 53 Kilometern wider. Verschiedene Bäche speisen das Volumen von 68.043.834 Kilolitern. Das Einzugsgebiet von Loch Langavat beträgt 7036 Hektar. Loch Langavat weist eine mittlere Tiefe von 7,6 Metern bei einer maximalen Tiefe von 29,9 Metern auf. Er besitzt mehrere kleine Inseln. Der See ist Teil einer Ansammlung zahlreicher kleiner Seen, die über kurze Bäche miteinander verbunden sind und an der Westküste der Insel über Loch Roag in den Atlantischen Ozean entwässern.